# Emmanuel Macron, les coulisses d'une victoire
Pour plus de détails, voir Fiche technique et Distribution.
Emmanuel Macron, les coulisses d’une victoire est un documentaire politique français réalisé par Yann L'Hénoret et diffusé en 2017 sur TF1.
Il retrace de l'intérieur les 200 jours précédant l'élection d'Emmanuel Macron à la présidence de la République française lors de l'élection présidentielle de 2017. Le documentaire est diffusé le lendemain de la victoire d'Emmanuel Macron.
Le tournage commence en septembre 2016, alors que Macron représente 10 % des intentions de vote. Le documentaire, débuté sans diffuseur, a été proposé à toutes les chaînes de télévision françaises avant d'être acheté par TF1.
Une version longue du documentaire, intitulée Le Candidat : Au cœur de la campagne d'Emmanuel Macron est sortie en DVD en 2018.

## Contexte
S'inspirant du film The War Room sur l’ascension de Bill Clinton lors de l'élection présidentielle américaine de 1992, le documentaire révèle les moments forts de la campagne et des confidences d'Emmanuel Macron : sur Manuel Valls (au sujet de la primaire citoyenne de 2017, « S’il y a un traître, si quelqu’un a flingué Hollande, c’est Valls ») ; sur François Fillon (au sujet de l'affaire Fillon, il y voit un coup porté de l’intérieur même du parti Les Républicains : « c’est une scène d’anthropophagie à laquelle nous assistons »), prédisant que le candidat de la droite « ne se retirera pas  » ; sur ses conversations avec François Bayrou (ce dernier lui confiant « Vous n'avez pas l’âge qu’il faut mais ça fait rien. Si vous pouvez réussir là où j'ai failli (…) je vous aiderai ») ; sur sa visite aux ouvriers de l'usine Whirlpool d'Amiens lors de la campagne de l'entre-deux-tours (« Il ne faut jamais écouter les mecs de la sécurité. […] Faut prendre le risque ou vous finissez comme Hollande : vous êtes mort ! ») ; sur le quotidien de sa campagne présidentielle,.
Au sein de sa jeune équipe de campagne, on découvre notamment Sibeth Ndiaye, chargée de la communication et des relations avec la presse comme son collègue Sylvain Fort, fondateur de l'agence parisienne de communication Steele & Holt. Le documentaire montre également Richard Ferrand et Julien Denormandie, secrétaire général et secrétaire général adjoint du mouvement En marche ! ; Stéphane Séjourné, conseiller politique chargé des relations avec les élus ; Ismaël Emelien conseiller communication, campagne et mouvement ; Jean-Marie Girier et Sophie Ferracci, directeur et directrice de campagne ; Alexis Kohler, conseiller sur les questions économiques ; Quentin Lafay, plume du candidat ; Mounir Mahjoubi, conseiller stratégie numérique ; Ludovic Chaker, organisateur des meetings.

## Fiche technique
Sauf indication contraire, les informations mentionnées dans cette section peuvent être confirmées par la base de données cinématographiques IMDb,  présente dans la section « Liens externes ».
- Titre : Emmanuel Macron, les coulisses d'une victoire
- Réalisation : Yann L'Hénoret
- Scénario : Yann L'Hénoret
- Musique : Arnaud Renaville
- Montage : Matthieu Besnard, Stephanie Drean, Gaël Link et Florence Maunier
- Pays :  France
- Langue : français
- Format : couleur
- Durée : 90 minutes
- Date de première diffusion : 8 mai 2017

## Distribution
Sauf indication contraire, les informations mentionnées dans cette section peuvent être confirmées par la base de données cinématographiques IMDb,  présente dans la section « Liens externes ».
- Emmanuel Macron
- Brigitte Macron
- Équipe de campagne d'Emmanuel Macron :
  - Ismaël Emelien
  - Alexis Kohler
  - Laurence Haïm
  - Sibeth Ndiaye
  - Stéphane Séjourné
- Autres soutiens d'Emmanuel Macron :
  - Pierre Arditi
  - François Bayrou
  - Stéphane Bern
  - Philippe Besson
  - Line Renaud
  - Erik Orsenna
- Autres candidats à l'élection présidentielle :
  - François Fillon
  - Benoît Hamon
  - Marine Le Pen
  - Jean-Luc Mélenchon

## Conditions de tournage
En septembre 2016, les producteurs Justine Planchon (3e Œil) et Eric Hannezo (Black Dynamite), entrent en contact avec l'entourage d'Emmanuel Macron. Le candidat ayant apprécié "Dans l'ombre de Teddy Riner" du même réalisateur et séduit par l'idée d'un documentaire sans entrevue ni voix off, accepte. Pendant 200 jours, le réalisateur Yann L'Hénoret filme seul les coulisses de cette campagne à l'aide d'une caméra 4K Sony PXW-FS7. Pour ce documentaire reposant essentiellement sur les dialogues, un dispositif spécial est adopté par le réalisateur: Un micro supercardioïde Sanken CS-3e, un micro cardioïde DPA 4015A, ainsi que deux micros cravates, dont celui que le candidat a accepté de porter tout au long de la campagne. Yann L'Hénoret a eu accès à tous les moments clés de la campagne, à l'exception des réunions à huis clos pour lesquelles certains intervenants ne souhaitaient pas être filmés, et des moments privés avec Brigitte Macron que le réalisateur s'était engagé à ne pas filmer. Emmanuel Macron accepte le tournage du documentaire sans avoir le final cut.

## Audience
Le documentaire a été suivi par 4 374 000 téléspectateurs le 8 mai 2017 sur TF1, soit 18 % du public,. Il est disponible dans plusieurs pays sur Netflix et en France jusqu'au 17 mai 2019.

## Version longue
Le Candidat. Au cœur de la campagne d'Emmanuel Macron est la version longue de ce documentaire, sortie en DVD le lundi 9 mai 2018, un an après la victoire d'Emmanuel Macron. Plus politique et mettant davantage l’accent sur la relation de l’équipe d’En marche avec la presse durant la campagne, il a été monté pendant le mois de juin 2017.